# هاميش ماكنزي
هاميش ماكنزي (بالإنجليزية: Hamish MacKenzie)‏ هو لاعب كرة قدم بريطاني في مركز ظهير ‏، ولد في 11 مارس 1945 في Denny, Falkirk ‏ في المملكة المتحدة. لعب مع دونفرملين أثلتيك ونادي برينتفورد ونادي ليفربول.